# Noordse combinatie op de Olympische Winterspelen 1928

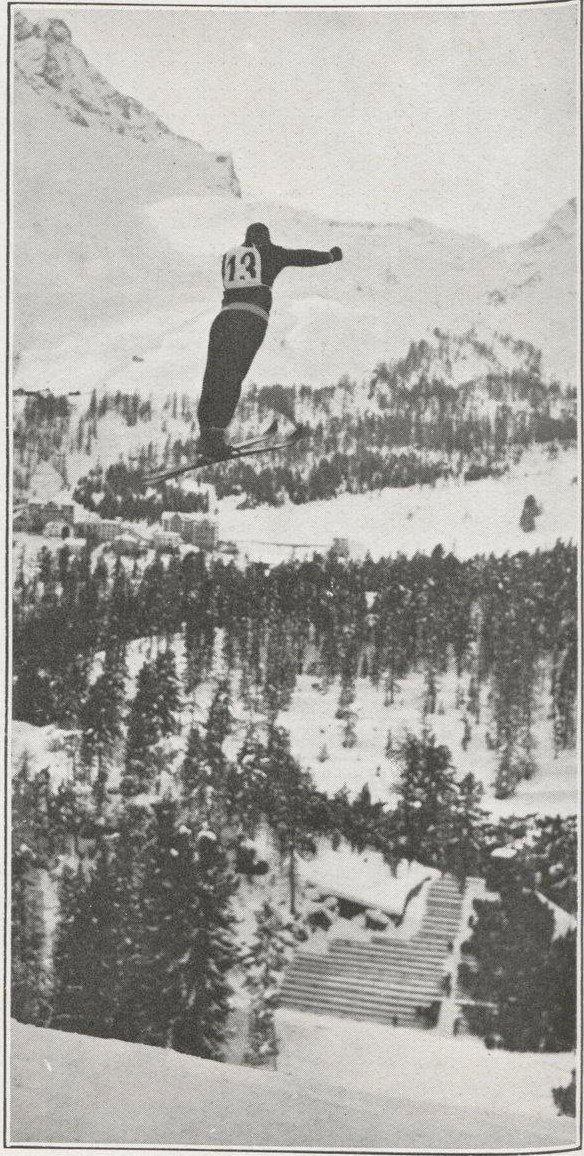
Kleber Balmat tijdens de Noordse combinatie op de Olympische Winterspelen 1928

Noordse combinatie is een van de sporten die beoefend werden tijdens de Olympische Winterspelen 1928 in St. Moritz.

## Heren
| rang   | sporter(s)           | land | totaal (ptn) |
| ------ | -------------------- | ---- | ------------ |
| Goud   | Johan Grøttumsbråten | NOR  | 17.833       |
| Zilver | Hans Vinjarengen     | NOR  | 15.303       |
| Brons  | John Snersund        | NOR  | 15.021       |
| 4      | Paavo Nuotio         | FIN  | 14.927       |
| 5      | Esko Järvinen        | FIN  | 14.810       |
| 6      | Sven Eriksson        | SWE  | 14.593       |
| 7      | Ludwig Böck          | GER  | 13.260       |
| 8      | Ole Kolterrud        | NOR  | 13.146       |